# Handdrehmühle

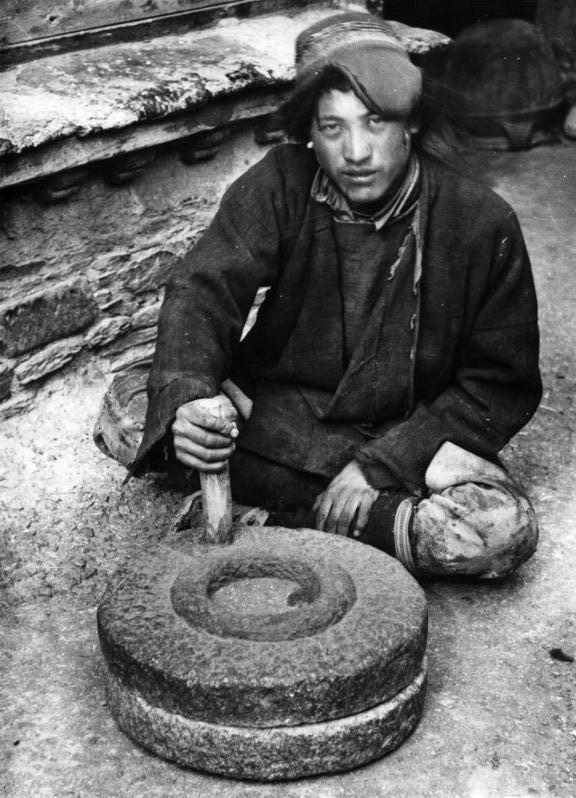
Handdrehmühle, wie sie in Tibet noch in Gebrauch ist

Eine Handdrehmühle (auch Dreh-Handmühle, häufig nur kurz Handmühle genannt; niederdeutsch Quern, Schreibweise alternativ auch Kw/Qu|e/i/a/ae/ä|rn) ist eine einfache Mahlmühle bestehend aus zwei Mühlsteinen, von denen der obere von Hand, durch menschliche Muskelkraft, in Drehung versetzt wird. Dieser Mühlentyp wurde und wird vor allem zum Mahlen von Getreide in kleinen Mengen verwendet.

## Geschichte
Die Handdrehmühle ist eine Weiterentwicklung einfachster Mahlsteine (Reibsteine) und Mörser, wie sie bereits während der Steinzeit benutzt wurden.
Der Zeitpunkt des Aufkommens der ersten Handdrehmühle ist unbekannt. Die Handdrehmühle soll auf eine Erfindung im ibero-keltischen Raum zurückgehen. In einer keltischen Höhensiedlung des 7. oder 6. Jahrhunderts v. Chr. fanden sich neben Dinkel, Emmer und Gerste auch Mühlsteinfragmente aus Basaltlava. Aus Griechenland ist die Verwendung für die Zeit um 500 v. Chr. bekannt. In Deutschland stellte Stefanie Wefers latènezeitlichen Handdrehmühlen aus Hessen zusammen und ist der Ansicht, dass sie dort bereits vor der Spätlatènezeit (190 v. Chr. bis zur Zeitenwende) verbreitet waren. In Dunadd Hillfort in Schottland wurden etwa 20 Mühlsteine gefunden, die ins 8. Jahrhundert gehören.

## Aufbau und Funktionsweise

Handdrehmühlen mit Schwingstab, Ungarn

Die Geräte bestanden aus zwei flachen Steinen und einer Mittelzentrierung (Achse) oder konischen selbstzentrierenden Mahlflächen. In der Regel waren es Steine mit einem Durchmesser von 35 bis 45 cm. Der obere Läuferstein war auf einen schmiedeeisernen Zapfen aufgesetzt, der aus dem Bodenstein ragte. Der Läuferstein drehte sich auf dem eisernen Zapfen, ohne dass sich die Mahlflächen berührten. Der Griff steckte entweder als Winkelgriff in der Seite oder von oben im Läuferstein. Später wurde der Läufer mit einem Schwingstab versehen, dessen oberer Teil seitlich unverschieblich gelagert war, was die Arbeit des Drehens erheblich erleichterte. Meist drehen Handdrehmühlen im Uhrzeigersinn, da diese Richtung von Rechtshändern bevorzugt wird.

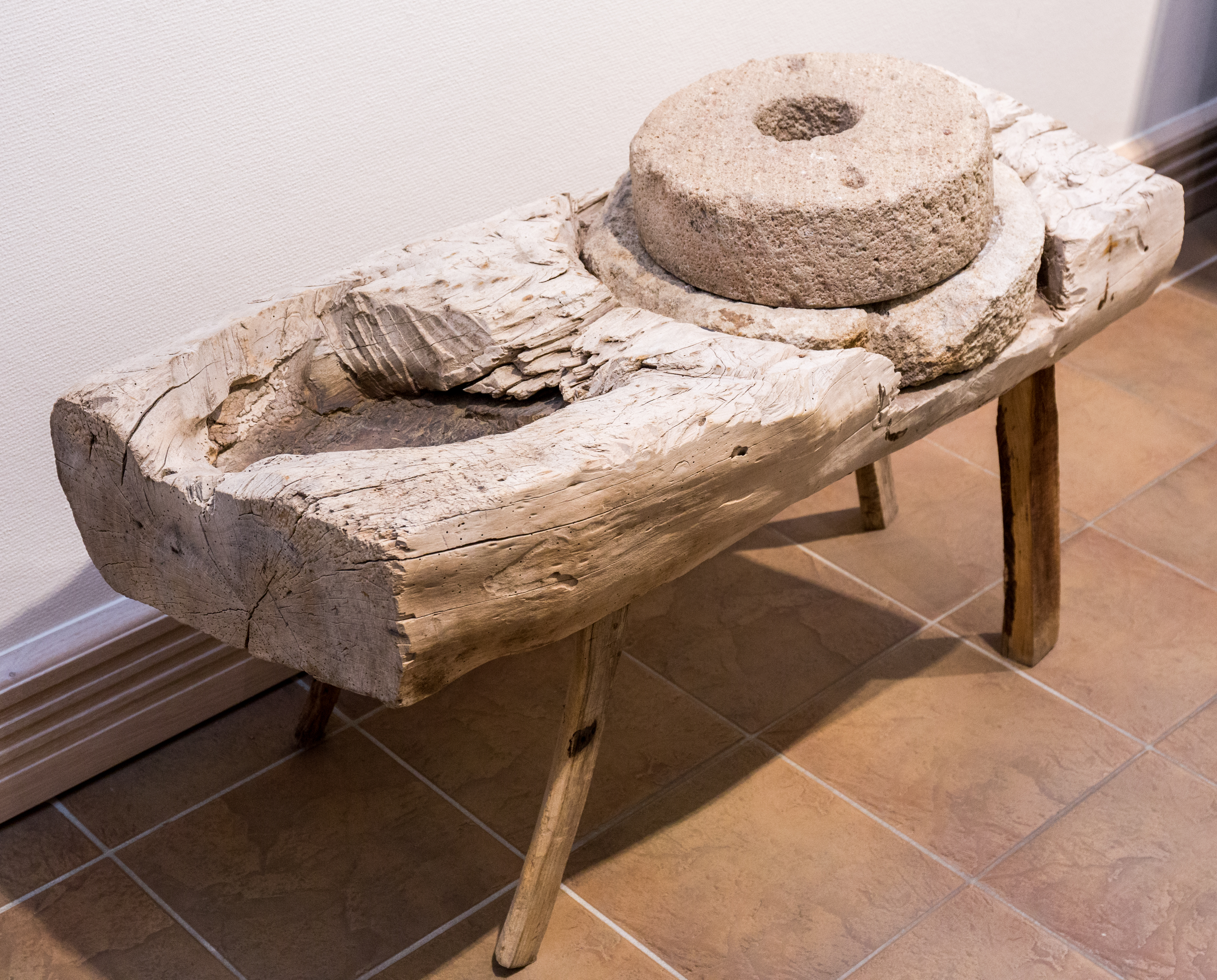
Eine Bäuerliche Handdrehmühle der Familie Fischer im Brandenburg-Preußen Museum (Siebenbürgen/Ostpreußen/Bayern, 17. Jahrhundert oder früher)